# Бой у Тобрука (1911)
Бой у Тобрука — сражение Итало-турецкой войны.

## Предпосылки
Тобрук был стратегически важным портом. В 1883 году Г. А. Швейнфурт заявил:
Нация, которая владеет Тобруком, доминирует в восточной части Средиземного моря.
3 октября 1911 года итальянские войска на кораблях подошли к Тобруку и захватили его, не встречая серьезного сопротивления. Османскими силами командовал Энвер-бей, ливийскими — шейх Муберра, который был поддержан племенем Мерием.

## Ход сражения
В начале декабря 1911 года итальянские войска захватили холм Надура, расположенный в долине Мурейра близ Тобрука, где начали возводить укрепления.
Капитан Мустафа Кемаль (Ататюрк) тогда управлял регионом Тобрук и видел угрозу укрепления итальянских сил. Он приказал шейху Муберре выбить итальянцев с холма Надура. Турецко-ливийские войска атаковали итальянцев незадолго до рассвета 22 декабря 1911 года, застав их врасплох. Итальянские войска, после двухчасового неорганизованного сопротивления, начали отступать, оставив на позициях три пулемета и много боеприпасов.
Спустившись с холма, османские войска продолжили бой с противником. В этом бою был убит шейх Муберра. После 5 часов сражения итальянцы отступили в Тобрук.

## Последствия
Итальянцы потеряли 200 человек убитыми. В январе 1912 года они снова начали наступление и удерживали холм Надура и Тобрук до конца войны.